# 北海道道973号北清水清水线

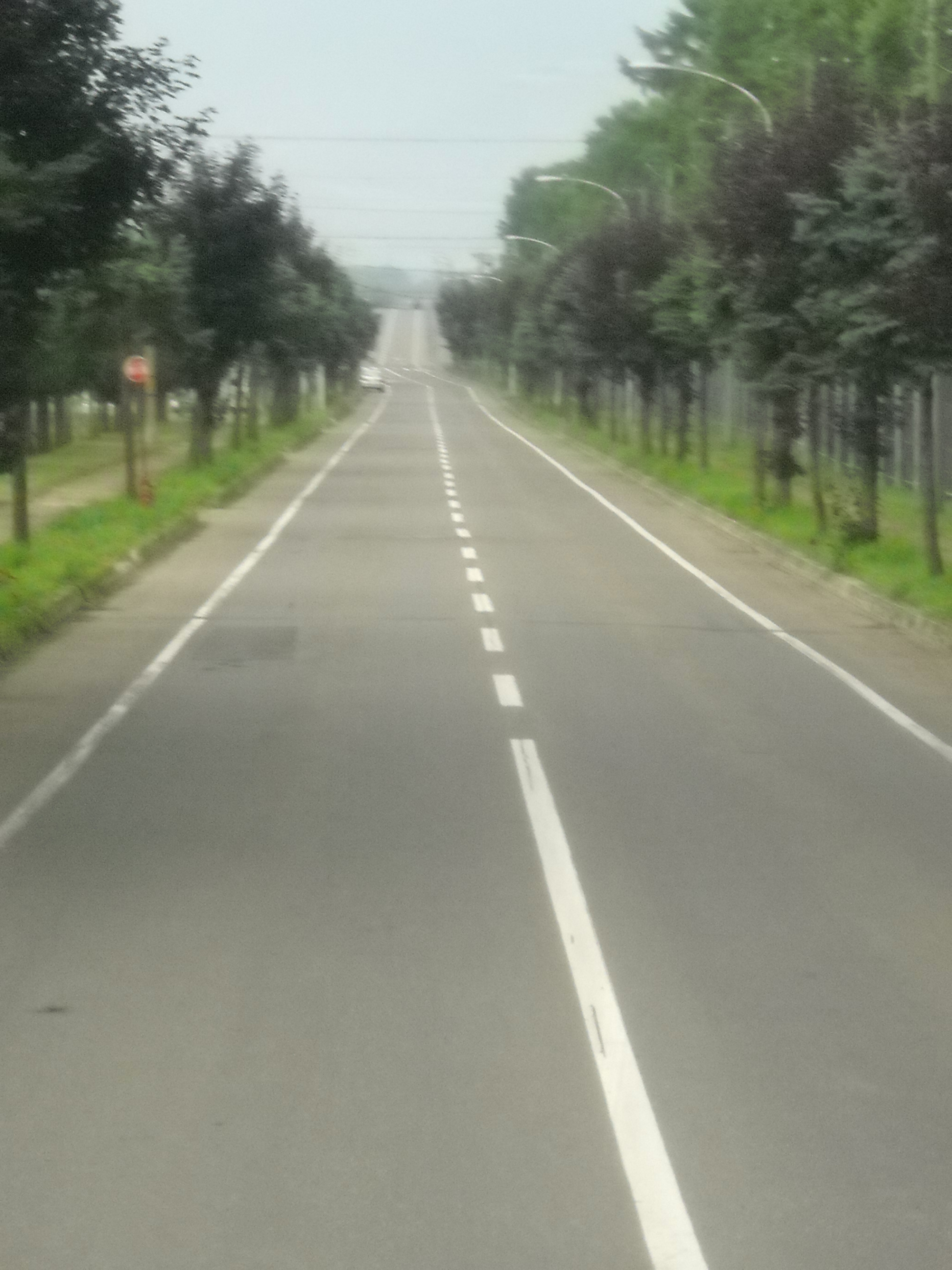
終點 的景观

北海道道973号北清水清水线（日语：北海道道973号北清水清水線）是一条位于北海道十胜综合振兴局管内上川郡清水町的普通道级道路（北海道道）。

## 道路概况
- 起点：北海道上川郡清水町清水（北清水）
- 終点：北海道上川郡清水町清水
- 总距离：6.2千米

## 经过的自治体
- 十勝综合振興局
  - 上川郡清水町

## 主要连接道路
- 国道38号（终点）

## 历史
- 1979年（昭和54年）4月17日 - 路線勘定[1]